# Tadeusz Wojtkowski
Tadeusz Wojtkowski (ur. 2 stycznia 1944 w Płudach, obecnie Warszawa) – polski górnik, poseł na Sejm PRL VII kadencji.

## Życiorys
W 1963 został górnikiem w Kopalni Węgla Kamiennego „Lenin” w Mysłowicach-Wesołej. W 1965 przystąpił do Polskiej Zjednoczonej Partii Robotniczej. W 1975 ukończył Wieczorowe Technikum Górnicze w Katowicach. W 1976 uzyskał mandat posła na Sejm PRL w okręgu Katowice. Zasiadał w Komisji Handlu Zagranicznego oraz w Komisji Planu Gospodarczego, Budżetu i Finansów.

## Odznaczenia
- Srebrny Krzyż Zasługi